# Vernon Center (New Jersey)
Vernon Center – jednostka osadnicza w Stanach Zjednoczonych, w stanie New Jersey, w hrabstwie Sussex.